# Arraial do Cabo
Arraial do Cabo, amtlich Município de Arraial do Cabo, ist ein Ort in der Região dos Lagos (Region Lagos) an der Costa do Sol im Bundesstaat Rio de Janeiro, in Brasilien. Die Stadt liegt auf einer Halbinsel an der südöstlichen Küste des Bundesstaates, am Atlantischen Ozean. Sie ist ein beliebter Urlaubsort, verfügt über vier Strände direkt in der Stadt und ist bekannt für ihr Tauchrevier. Die Munizipalstadt hat nach der Volkszählung von 2010 27.715 Einwohner auf rund 160 km². Die Zahl wurde vom IBGE zum 1. Juli 2018 auf 30.096 Bewohner geschätzt.

## Lage
Der Ort befindet sich auf einer Halbinsel an der südöstlichen Küste von Brasilien, südlich von Cabo Frio und östlich der Laguna de Araruama. Im Norden befindet sich ein Teil des Parque Estadual da Costa do Sol mit seinen ausgedehnten Dünen- und Salzwiesenlandschaften. Vorgelagert im Atlantischen Ozean befindet sich im Nordosten die Insel Ilha dos Porcos und im Südosten die Insel Ilha do Carbo Frio.

## Infrastruktur
Über die 1999 fertiggestellte Autobahn RJ-124 und deren Anschluss an die Rio-Niterói-Brücke ist die gesamte Costa do Sol und damit auch Arraial do Cabo schnell und bequem aus den Großstädten Rio de Janeiro und Niterói zu erreichen. Die Fahrtzeit der etwa 160 Kilometer langen Strecke beträgt etwa zwei Stunden mit dem Auto, auch mit dem Bus ist der Ort innerhalb von etwa drei Stunden zu erreichen. Der internationale Flugplatz von Cabo Frio liegt etwa 10 Kilometer nördlich von Arraial do Cabo. Von hier lassen sich während der Saison Ziele in Brasilien, Chile, Argentinien und Uruguay erreichen.

## Strände
Die Stadt Arraial do Cabo selbst verfügt über vier Strände, den Praia dos Anjos, der direkt am Hafen liegt, den Praja Grande an der südwestlichen Küste, der bis in die etwa 40 Kilometer entfernte Stadt Saquarema reicht, den Prainha nördlich der Innenstadt, sowie den etwas abseits gelegenen Praja do Forno. Des Weiteren gibt es noch den Strand Praia do Farol auf der Ilha do Carbo Frio, der aber nur mit einem Boot nach einer etwa 40-minütigen Überfahrt erreicht werden kann und den etwa vier Kilometer entfernten Praia do Pontal.

## Geschichte
Im Jahre 1503 wurde die Stadt von dem Eroberer Amerigo Vespucci gegründet. Er baute eine kleine Festung, deren Ruinen noch heute am Wanderweg zwischen Praja do Frono und Prainha erhalten sind. Um die Festung etablierte sich im Laufe der Zeit eine kleine Siedlung, wahrscheinlich die erste in Brasilien. Der Haupterwerb der Stadt war in früheren Zeiten der Fischfang.

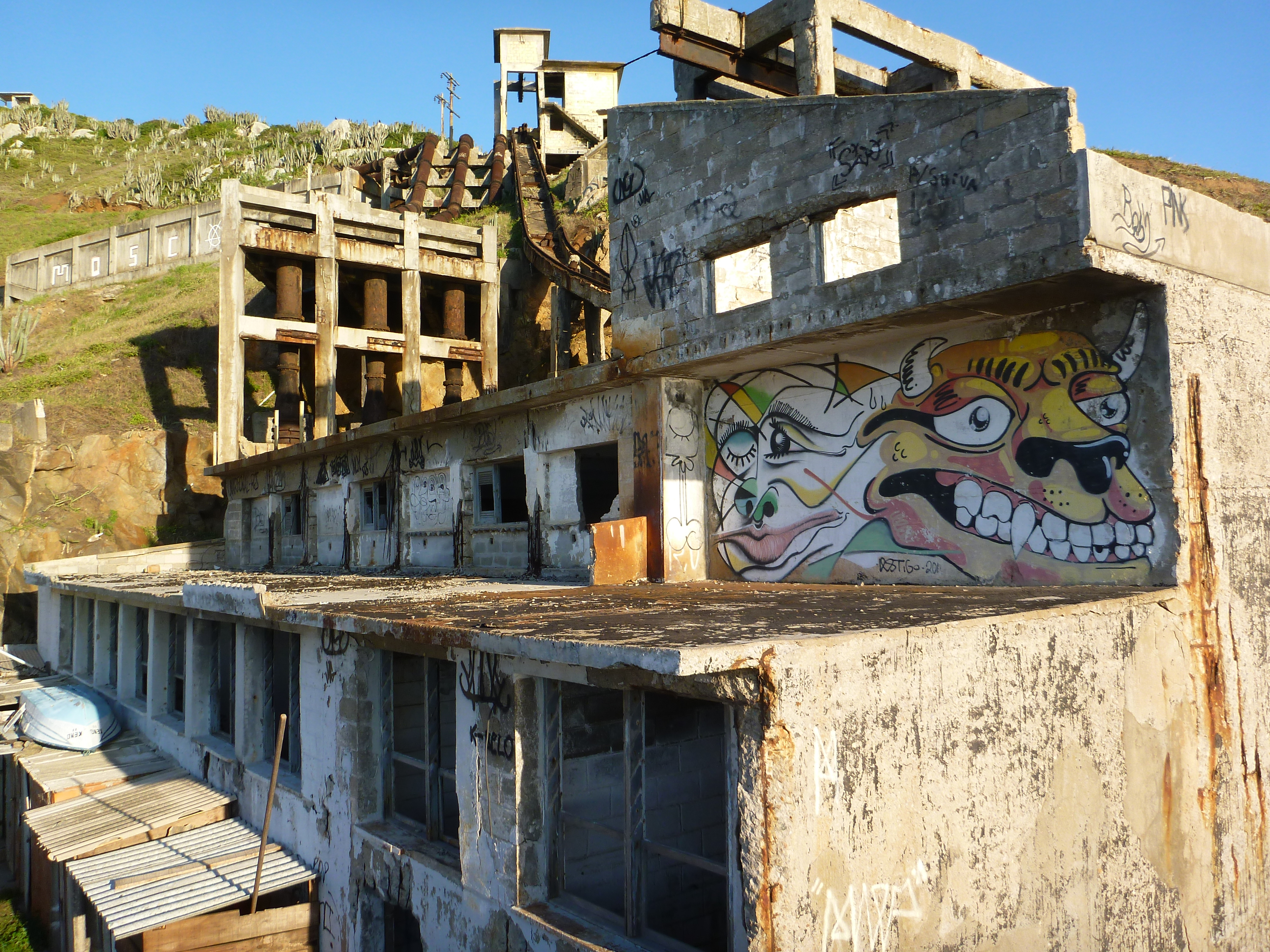
Ruinen der Sodafabrik

Im Jahre 1943 entstand eine Fabrik die Soda herstellte, ein wichtiges Hilfsmittel zur Herstellung von Glas, Bleich- und Waschmitteln. Die Ruinen der Fabrik Companhia Nacional de Álcalis sind noch immer am Ortseingang und auf der Halbinsel Pontal do Atalaia zu erkennen. Die stillgelegten Anlagen sind noch heute über ein Viadukt miteinander verbunden, über das Wasser in Rohren transportiert wurde. Im Jahr 1960 wurde von Paulo Cezar Saraceni und Mário Carneiro ein Kurzfilm über das Leben der Fischer und die Ansiedlung der Industrie in Arraial do Cabo gedreht, in dem die Soda Fabrik eine wichtige Rolle spielt (siehe Weblinks).
Jahrelang gehörte Arraial do Cabo zum Gemeindegebiet von Cabo Frio. Am 13. Mai 1985 erlangte die Stadt ihre Eigenständigkeit. Die Stadt umfasst heute die Bezirke: Monte Alto, Figueira, Parque das Garças, Sabiá, Pernambuca, Novo Arraial und Caiçara.

## Bevölkerungsentwicklung
Quelle IBGE (2018 ist eine Schätzung)

## Wirtschaft
Der bedeutendste Wirtschaftsfaktor von Arraial do Cabo ist heute der Tourismus. Neben den diversen Tauchbasen gibt es in der Stadt eine große Anzahl von Hotels, Pensionen und Restaurants. Im Hafen liegen viele Tauch- und Ausflugsboote, mit denen Touristen Ausflüge in die Bucht und deren Umgebung unternehmen können. Auch heute ist neben dem Tourismus der Fischfang eine wichtige Einnahmequelle für die lokale Bevölkerung. Weiterhin hat die Firma Cia. Nacional de Álcalis ihren Sitz in Arraial do Cabo. Sie ist Brasiliens größter Alkali-Produzent und -Importeur und fertigt im Hafen der Stadt Porto do Forno seine Schiffe ab. Der Hafen wird auch als Basis von der Offshore Industrie genutzt, die im Atlantischen Ozean Erdöl fördert. Nördlich der Gemeinde vor allem in São Pedro da Aldeia befinden sich einige Salinen.

## Klima

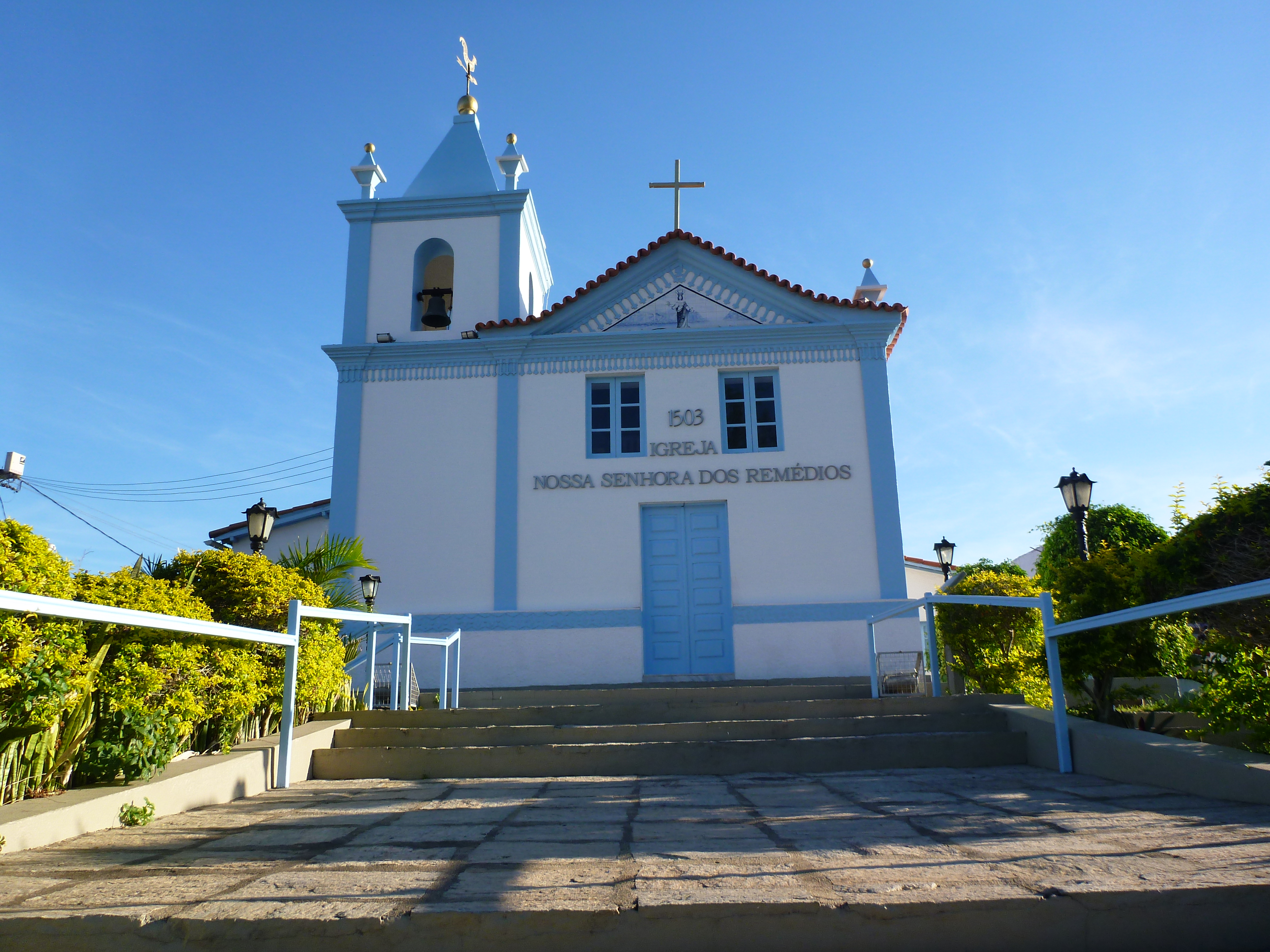
Igreja de Nossa Senhora dos Remédios am Strand Praia dos Anjos

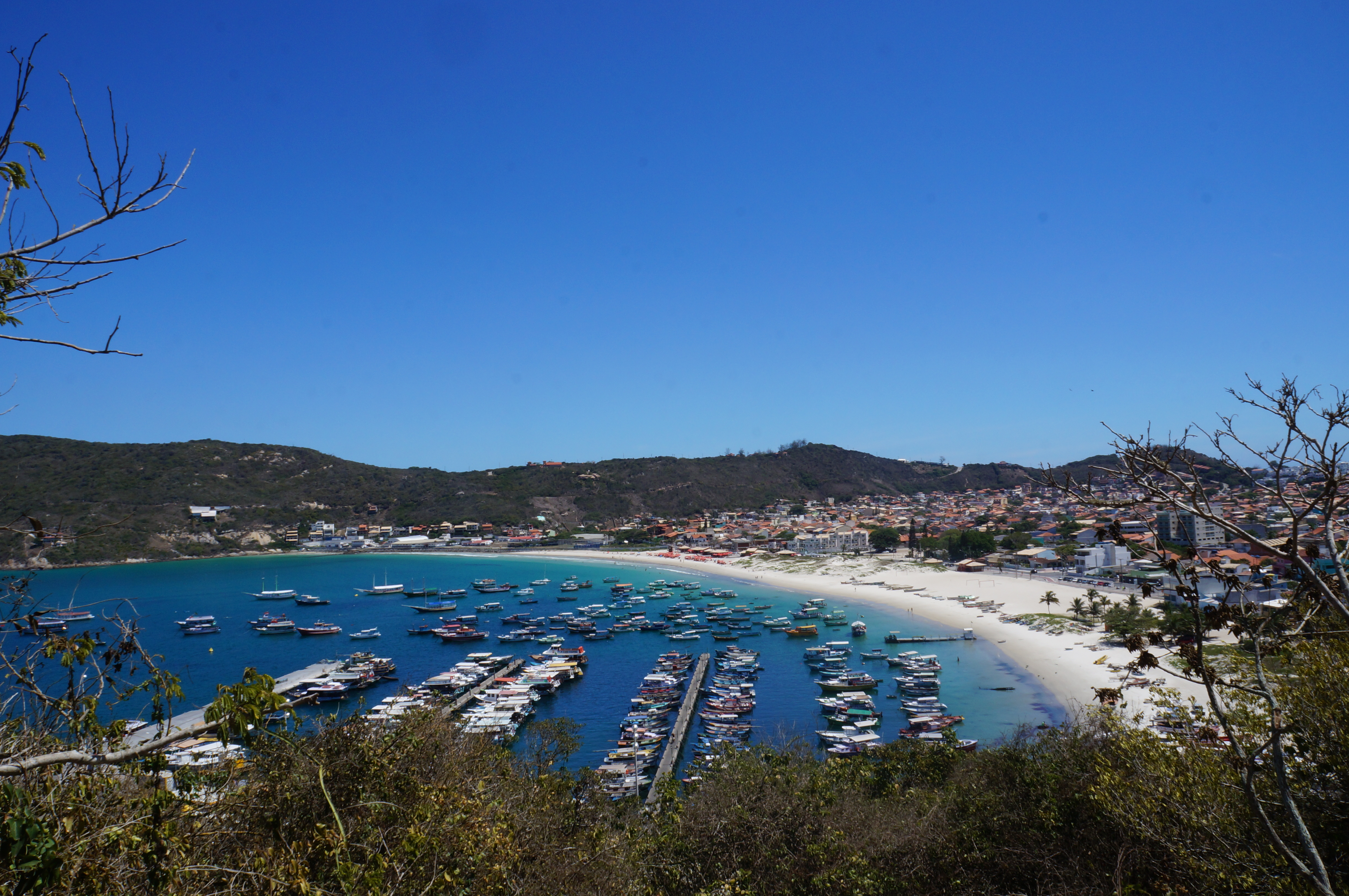
Ausflugsboote im Hafen von Arraial do Cabo

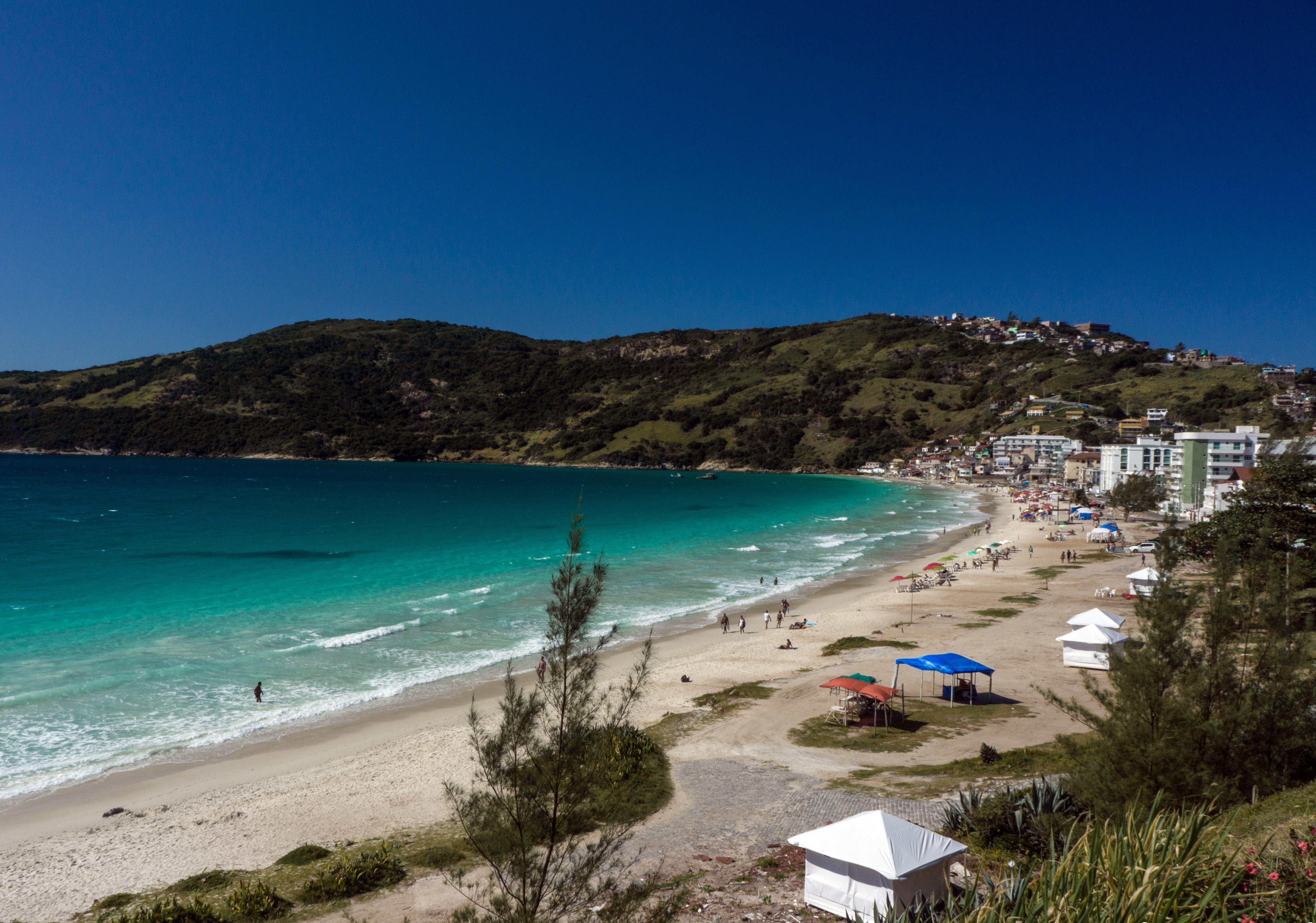
Prainha, der oft überfüllte Strand nördlich der Stadt

Das Klima in Arraial do Cabo wird als tropisches Küstenklima bezeichnet. Der ständige Wind stabilisiert die Temperaturen, extreme Wetterlagen kommen so gut wie nicht vor. Im Jahr 2007 wurde das absolute Temperaturmaximum von 31,7 °C gemessen. Das ist das niedrigste eines brasilianischen Staates. Das Temperaturminimum liegt bei 12,9 °C, der jährliche Niederschlag liegt bei etwa 800 mm.

## Sehenswürdigkeiten
- Die Igreja de Nossa Senhora dos Remédios (Kirche unserer lieben Frau von Remedies) ist eine im Jahr 1506 von den Portugiesen erbaute Kirche. Bei dieser Kirche handelt es sich um eine der ältesten Kirchen Brasiliens. Die Kirche steht auf einer Anhöhe am Strand Praia dos Anjos.
- Der Obelisk Amerigo Vespucci markiert die Stelle, wo im Jahre 1503 die erste portugiesische Flotte anlandete. Er befindet sich gegenüber der Igreja de Nossa Senhora dos Remédios.[6]
- Die Casa de Piedra befindet sich neben dem Obelisk Amerigo Vespucci. Dieses Gebäude wird als eines der ersten Gebäude des Landes angesehen. Es wurde von den Portugiesen im Jahre 1506 erbaut. Heute befindet es sich in Privatbesitz.[6]
- Das Meeresmuseum Almirante Paulo Moreira befindet sich direkt am Praia dos Anjos und zeigt heimische Fische in diversen Aquarien sowie einige Skelette von Meerestieren und Teile von Schiffswracks, die in der Region gefunden wurden.
- Der Hafen von Arraial do Cabo ist Ausgangspunkt verschiedener Bootstouren. Die Touren dauern in der Regel 4 Stunden und zeigen die schönsten Landschaften an der Bucht. Weiterhin führen sie zu unterschiedlichen Stränden, auf die man mit einem Schlauchboot abgesetzt wird. Die Tour beinhaltet auch die Fahrt zur Blauen Grotte auf der Ilha do Cabo Frio. Diese Grotte hat eine Breite von etwa 30 Metern und ist etwa 15 Meter hoch.
- Die Halbinsel Pontal do Atalaia befindet sich südlich des Ortes und hat eine maximale geographische Höhe von etwa 180 Metern. Sie bietet viele Wanderwege und einen kleinen Strand. Von den vielen Aussichtspunkten kann man über den Ort, die umliegenden Inseln und das Meer blicken. Die Halbinsel ist durch die schmale Ponta do Atalaia von der Insel Ilha do Cabo Frio getrennt.
- In einem erodierten Spalt auf der Ilha do Cabo Frio, der aus der Bucht einen Blick auf den offenen Ozean gewährt, befindet sich eine kleine Maria Statue. Sie wurde dort von den lokalen Fischern aufgestellt. Die gesamte Insel steht unter Naturschutz und darf nur an bestimmten Stellen betreten werden.
- Die Strände Praia Grande und Praia do Pontal bieten sehr gute Möglichkeiten zum Wellenreiten.
- Der alte Leuchtturm an der Spitze der Insel Cabo Frio wurde im Jahr 1833 auf Befehl des Königs D. Pedro II. (1840–1889) erbaut. Er wurde im Jahr 1866 wieder außer Betrieb genommen, da der gewählte Ort relativ häufig von dichtem Nebel umgeben ist.[6]
- Am Praia do Forno befinden sich einige schwimmende Restaurants, die sowohl mit einem Boot, als auch vom Strand (Transfer mit einem Schlauchboot) erreicht werden können.
- Ein Teil des knapp 9.840 Hektar großen Naturschutzgebiets Parque Estadual da Costa do Sol befindet sich westlich der Stadt. Es umfasst die umliegende Dünen- und Buschlandschaft sowie Strand, Salzwiesen und Lagunen. Zu den wichtigsten Zielen des am 18. April 2011 gegründeten Naturschutzgebiets gehört die Erhaltung der Reste des atlantischen Regenwalds und die verbundenen Ökosysteme der Küstenregionen.[7]

## Tauchgebiet

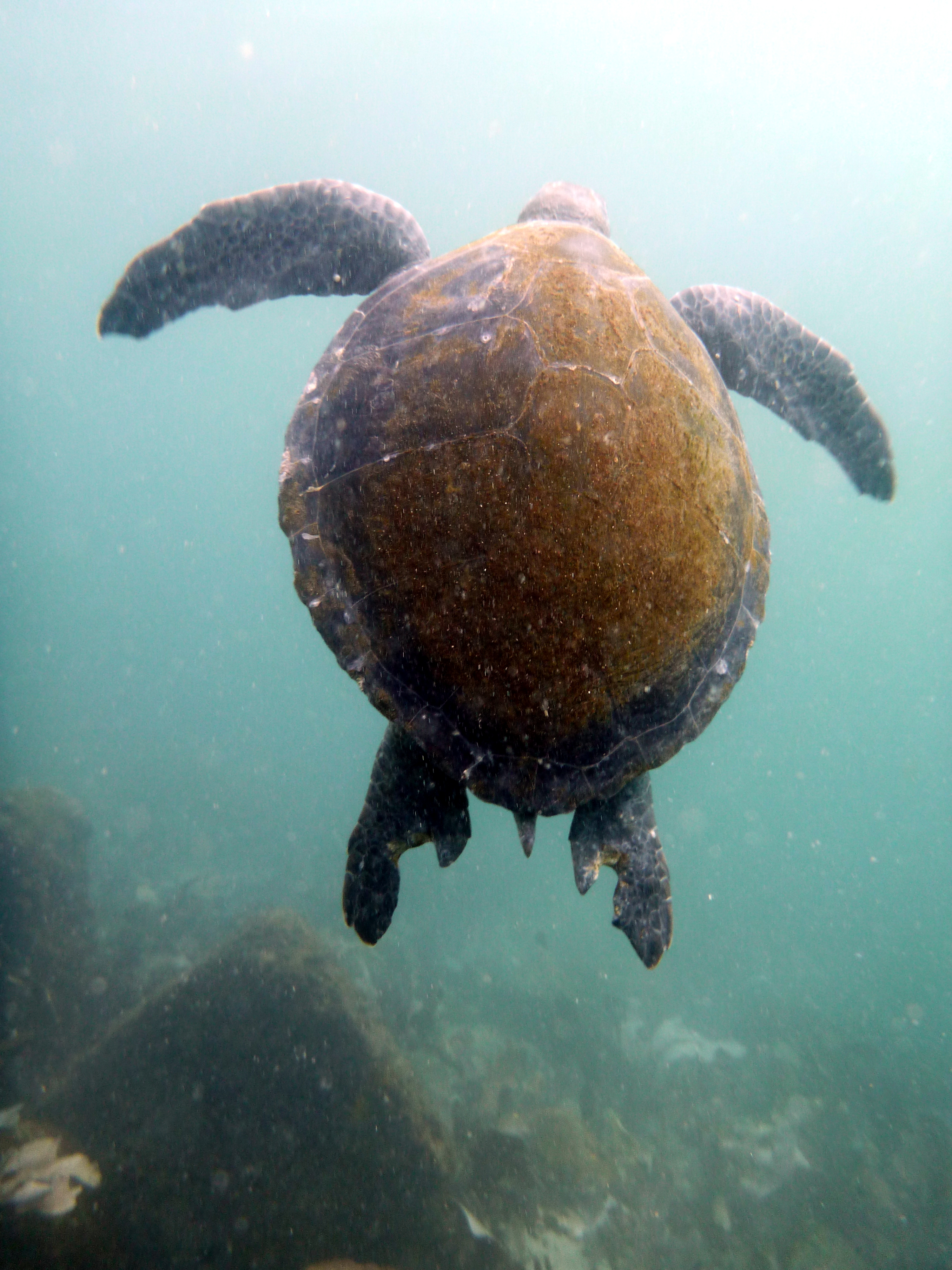
Meeresschildkröte in der Bucht von Arraial do Cabo

Die geschützte Bucht östlich der Halbinsel von Arraial do Cabo und zwischen den Inseln Ilha dos Porcos und Ilha do Carbo Frio ist eins der besten Tauchgebiete Brasiliens. Vor der Küste befindet sich ein Auftriebsgebiet in dem Wassermassen aus größeren Tiefen nach oben gelangen. Das Wasser ist aufgrund dieses Auftriebs nährstoffreich, bietet allerdings nur mäßige Sichtweiten und ist relativ kalt (<20 °C), diese Bedingungen sorgen aber dafür, dass hier insbesondere Delfine, Meeresschildkröten, Rochen und andere Meeresbewohner anzutreffen sind. Im Ort befinden sich zahlreiche Tauchbasen, die Ausfahrten mit dem Boot organisieren.

## Trivia
- Die brasilianische Schauspielerin Flávia Alessandra (* 7. Juni 1974) stammt aus Arraial do Cabo. Ihr zu Ehren wurde schon zu Lebzeiten ein Bronzedenkmal direkt an der Promenade des Praja Grande errichtet.

## Galerie

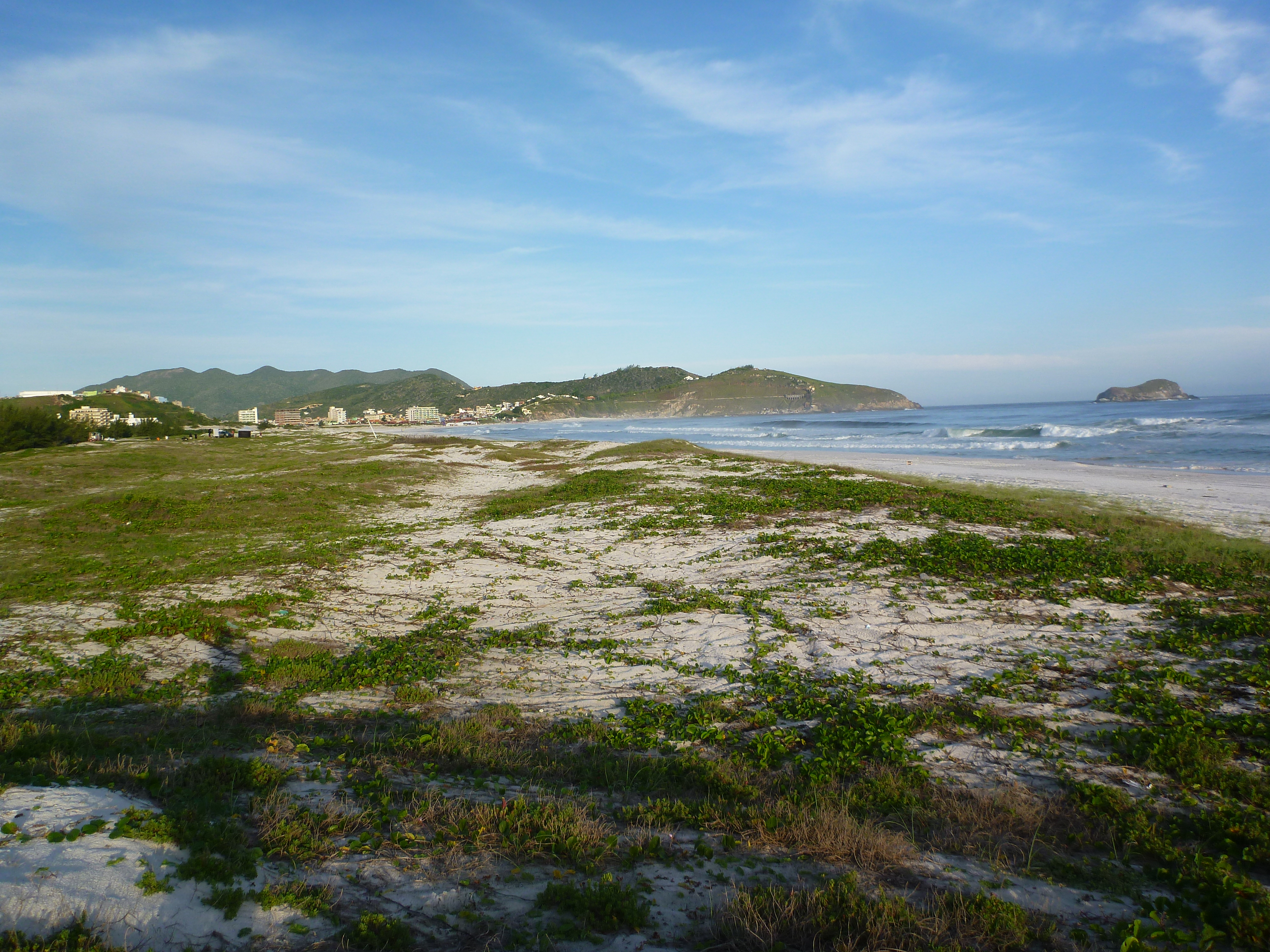
Parque Estadual da Costa do Sol
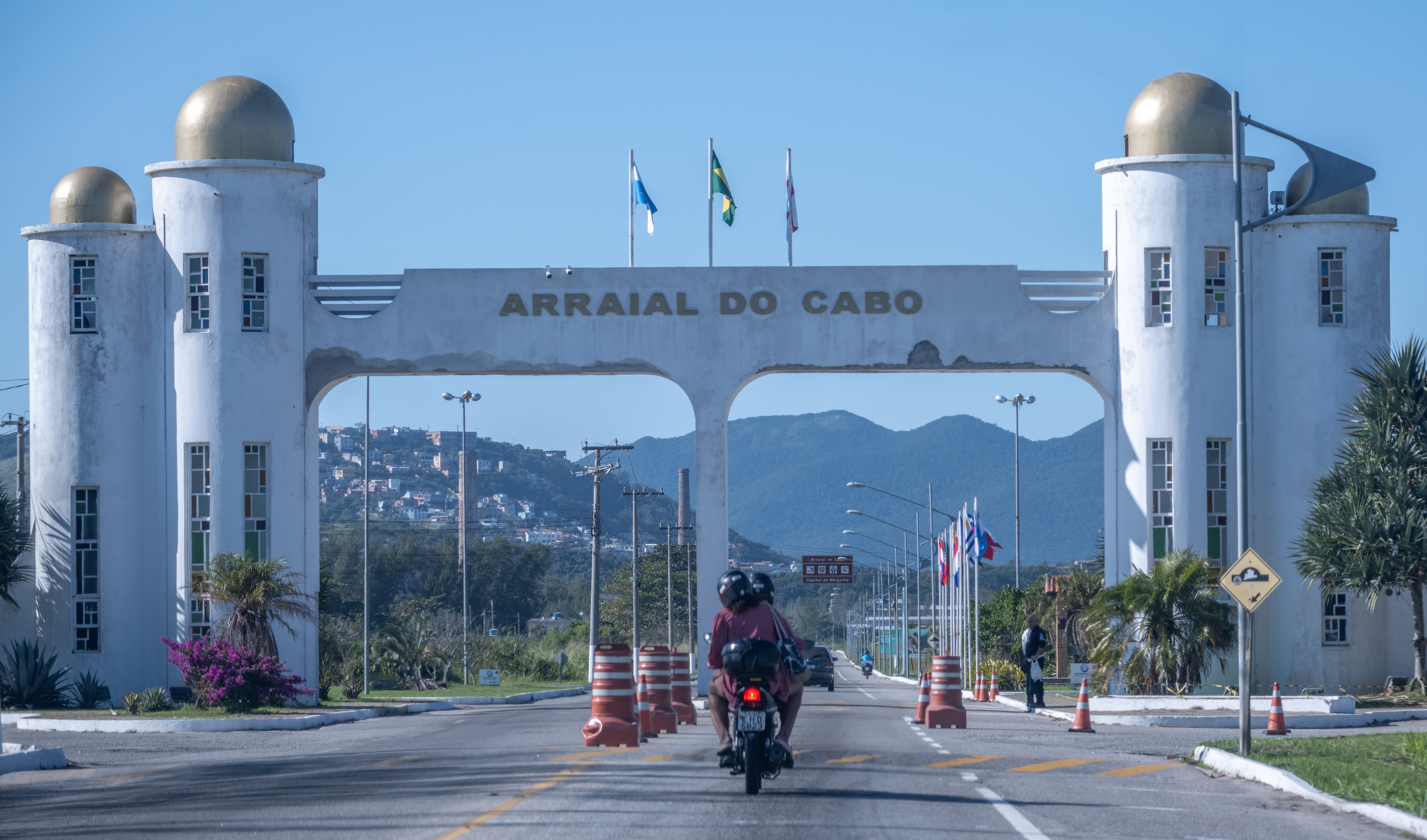
Einfahrtstor nach Arraial do Cabo
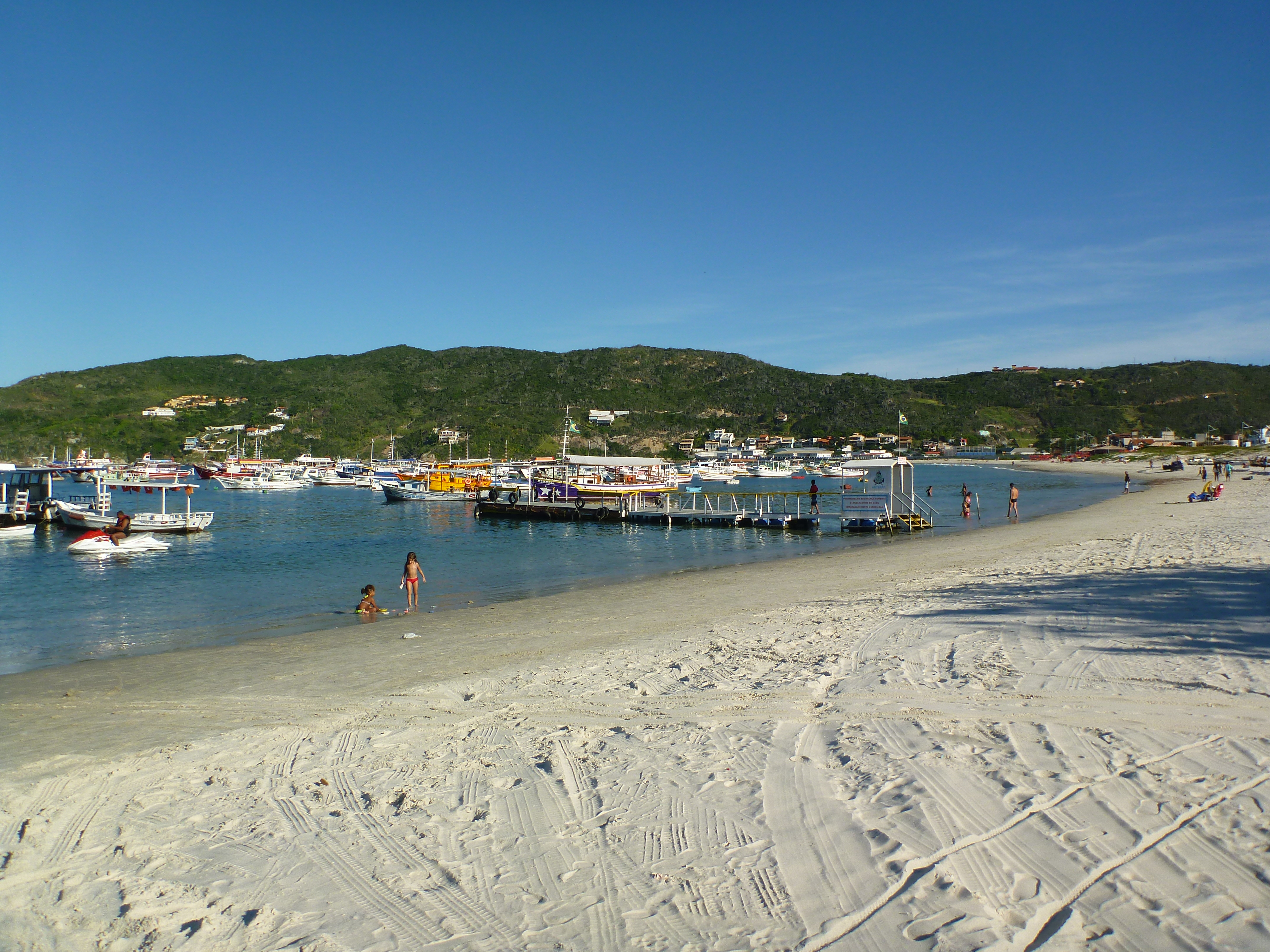
Hafen und Strand Praia dos Anjos
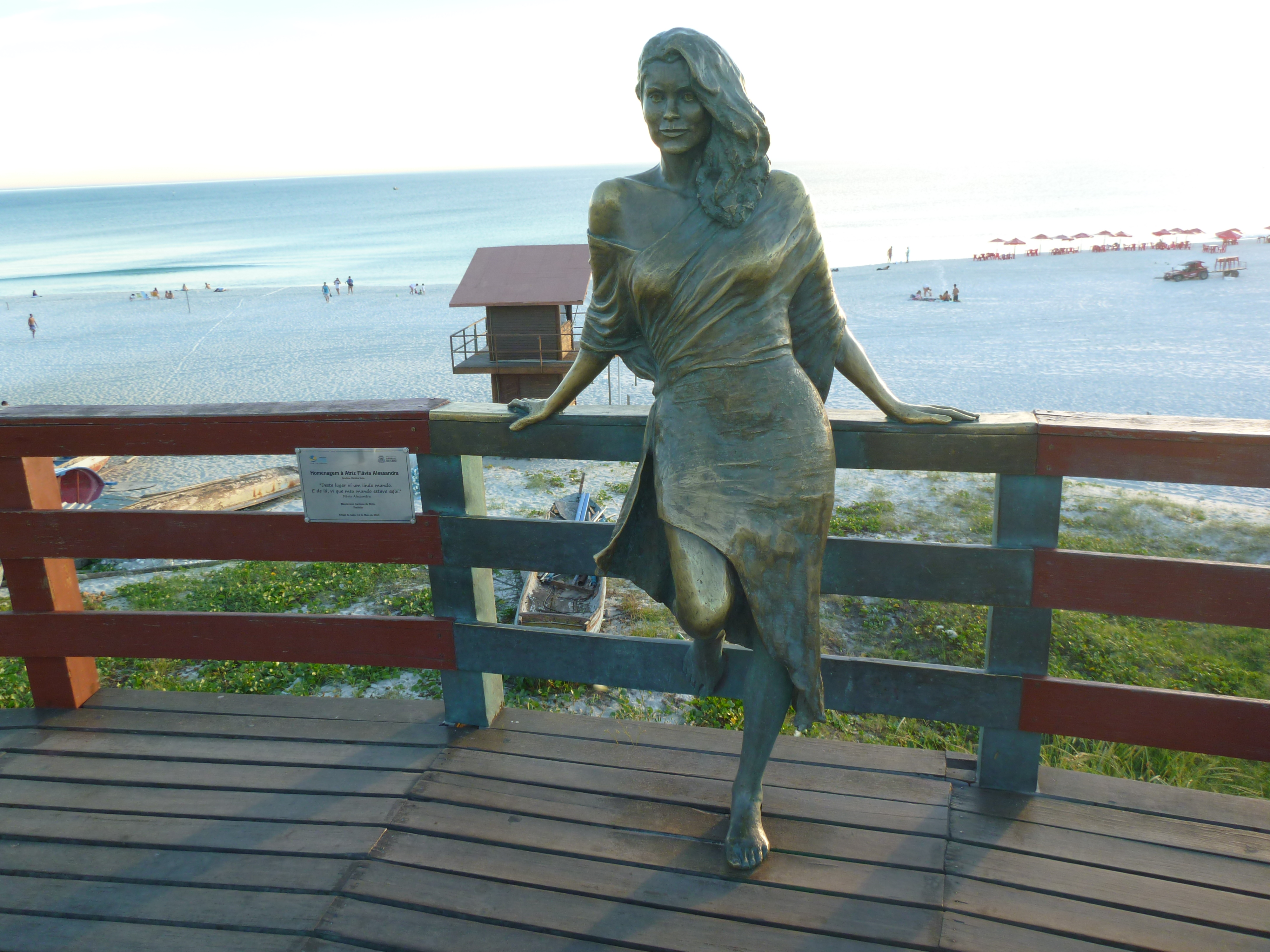
Denkmal für die brasilianische Schauspielerin Flávia Alessandra am Strand
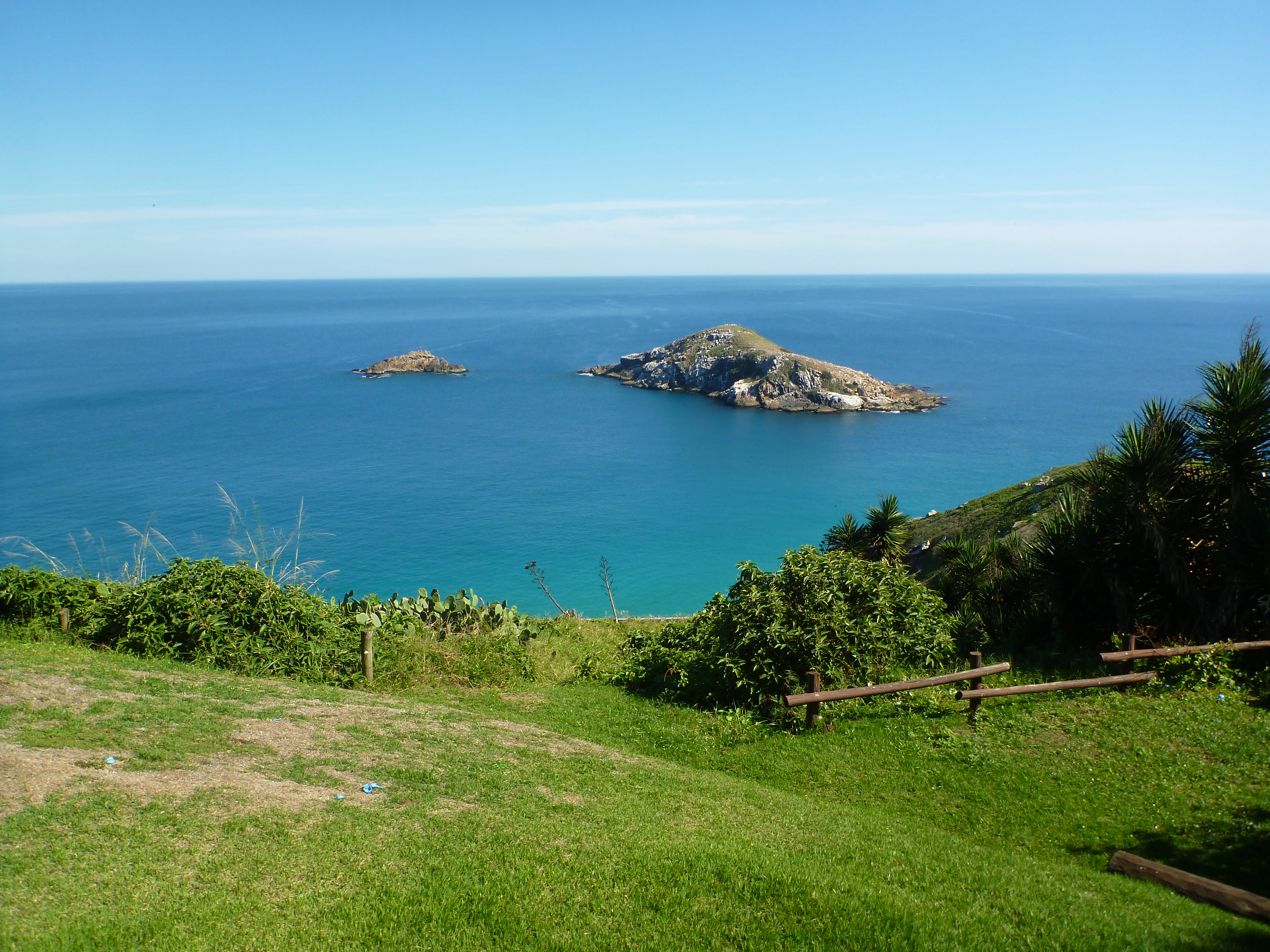
Blick auf den Atlantischen Ozean mit vorgelagerten Inseln Ilha dos Franceses